# خداحافظ آقای سیاه‌پوش
خداحافظ آقای سیاه‌پوش (انگلیسی: Goodbye Mr. Black; کره‌ای: 굿바이 미스터 블랙) یک مجموعهٔ تلویزیونی کره جنوبی سال ۲۰۱۶ بر پایه مانهوایی از هوانگ می نا با دورن‌مایه کنت مونت-کریستو است و در سال ۱۹۸۳ منتشر شد. این مجموعه از ۱۶ مارس تا ۱۹ مه ۲۰۱۶، روزهای چهارشنبه و پنجشنبه ساعت ۲۱:۵۵ (کی‌اس‌تی) از ام‌بی‌سی برای ۲۰ قسمت پخش شد.